# ФК Власина
Фудбалски клуб Власина је српски фудбалски клуб из Власотинца који се тренутно такмичи у Српској лиги Исток, трећем такмичарском нивоу српског фудбала.
Један је од најстаријих клубова на простору бивше Југославије, основан је давне 1920. године. Прву лопту и копачке у Власотинце донео је исте године из Беча Војислав Воја Поповић, оснивач и први председник ФК Власине. Игралиште је било на Росуљи, на периферији Власотинца, где се и данас налази. У почетку се играло на општинском имању, а тридесетих година 20. века општина је пренела имање на име клуба. Правила клуба била су потврђена од стране Начелства среза власотиначког 24. јануара 1921. и заведена под број 733, а један од чланова гласио је: „Боја клуба је плаво-бела. На дресовима носиће се бела звезда.“

## Између два светска рата
Прву утакмицу клуб је одиграо у Лесковцу против лесковачког Моравца и победио са 2:0. И у реваншу у Власотинцу Власина је била боља, победила са 3:1 и изазвала одушевљење код публике која је дошла у великом броју. Од тада је град почео да живи за фудбал, а отпочело је и фудбалско ривалство са Лесковцем.
ФК Власина је био темељ, али су се оснивали и други клубови. У периоду од 1920. до 1925. постојали су, између осталих, и СК Дечански и СК Омладина који су се касније спојили са ФК Власином. Остали власотиначки клубови нису могли да се супротставе Власини, једино је то успело Власотиначком спортском клубу (ВСК) који је у сезони 1933/34. победио Власину са 2:0 и тако постао првак Власотинца. У периоду од 1930. до 1934. Власина и ВСК су били велики ривали, а ривалитет навијача ова два тима могао би се упоредити са ривалитетом навијача Партизана и Црвене звезде (наравно у мањем обиму).
Највећи успех Власине предратном периоду био је 1932. на јубиларном турниру фудбалског клуба Победа из Ниша. На турниру су учествовали чувени БСК из Београда, Југославија, Победа и Власина. Власина је победила Победу са 2:1, а Југославију са 2:0. Према резултатима је требало да се БСК и Власина састану у финалу, али нишка Победа као организатор није дозволила да се ова утакмица одигра, а пехар су доделили Београђанима. Нема довољно података да би се овај случај разјаснио, али је ипак за утеху Власотинчанима остало да је тадашња штампа Власину назвала “баук из провинције”. Власина је имала доста успеха у такмичењима на простору југоисточне Србије до почетка Другог светског рата. По објављивању рата у Југославији престала су организована спортска такмичења.

## После Другог светског рата
После рата, у сезони 1955/56. Власина је била надомак пласмана у Четврту зону Југославије (2. лига тадашње Југославије), али у баражу није успела да се избори у конкуренцији Слободе из Ужица, Пелистера из Битоља и Метохије из Призрена. Ипак, већ наредне сезоне Власина осваја прво место у Нишком подсавезу – југ, а у квалификацијама са победником подсавеза – север Железничарем убедљивим победама Власина се пласирала у Четврту зону Југославије (2. лига). Настало је велико славље, Власотинце није преспавало ту ноћ 30. јуна 1957. године. 
Власина је одлично играла у Четвртој зони у друштву многих претходних и будућих прволигаша, а то најбоље одсликава један од наслова у ЈСЛ Спорту који је гласио “Власина неће у Прву лигу јер нема пара”. На крају сезоне Четврта зона је расформирана, па су Власина, Дубочица и Раднички Ниш враћени у Нишку фудбалску зону.
Сезоне 1987/88. фудбалери Власине су освојили Јужноморавску лигу, али разлога за славље није било превише због катастрофалне поплаве која је погодила Власотинце 1988. На дан поплаве Власина је играла утакмицу против Моравца из Предејана, а иста је прекинута у 82. минуту због провале облака при резултату 8:0 за Власину. После поплаве многи су прискочили у помоћ и граду, и клубу, између осталих и Црвена звезда, Партизан, ОФК Београд... 
Наредне сезоне Власина је освојила и Српску лигу – југ и тако се пласирала у Прву српску лигу, што је можда био и највећи успех у дотадашњој историји клуба, уз играње у Четвртој зони. Прве сезоне у Првој српској лиги Власина је освојила високо 3. место, а у наредној сезони била највеће и најнепријатније изненађење освајањем претпоследњег, 17. места. 
Деведесете је Власина провела углавном таворећи између треће и четврте лиге, а онда су омладинци Власине наговестили да ће се нешто променити. Они су у сезони 1999/2000. освојили су Куп јужноморавског региона, па Куп Источне Србије, а испали тек у полуфиналу Купа Србије од Партизана за који је тада играо Данко Лазовић који је и био играч утакмице. Крајем двадесетог века доста навијача су окупљале утакмице између Власине и градског ривала МСК-а из Манастиришта, власотиначког предграђа.

## У новом веку
Јануара 2001. године изабрана је нова управа. За председника клуба је изабран Влада Филиповић, а за потпредседника Јован Стојановић – “Пајса”. Одмах се кренуло са реновирањем стадиона, који је током прве деценије 21. века имао један од најбољих терена у земљи. 
Сезоне 2001/02. водила се велика борба између Власине и нишког Цара Константина за пласман у Другу савезну лигу, која је на крају морала да буде одлучена у баражу. Атмосфера је достигла усијање, а Нишлије су успеле да одоле у паклу који су направили навијачи Власине, популарни Поплавси – 0:0. У реваншу у Нишу, Цар Константин је победио са 2:0 и ипак отишао у Другу савезну лигу. Но, из овог пораза Власина је изашла још јача и наредне сезоне 2002/03. убедљиво освојила прво место и пласирала се у Другу савезну лигу - исток. После одлучујуће победе против БСК Бујановца настало је велико славље на стадиону. 
У јакој конкуренцији Власина се изборила за 5. место пласман у новоформирану јединствену другу лигу, а спектакл против Радничког из Ниша на Росуљи посматрао је и селектор репрезентације СЦГ - Илија Петковић (Власина је победила 2:1, а и у Нишу 1:0). 
У сезони 2004/05. Власина је изборила опстанак у веома јакој конкуренцији, а друга лига је променила име у Прва лига – Србија, па су тако Власотинчани по први пут добили прволигаша. У сезони 2005/06. Власина је стигла до четвртфинала купа, избацивши суперлигаше Будућност из Подгорице и београдски Рад. У четвртфиналу Власина је неочекивано испала од Колубаре у Лазаревцу на пенале, а у првенству је тесно изборила опстанак освојивши 14. место.
у сезони 2006/07. Власина је у купу стигла до осмине финала, где је испала од суперлигаша Бежаније на пенале после 0:0 у регуларном току. Тим се у првенству до самог краја борио за пласман у бараж за попуну Меридијан Супер Лиге, али је ипак посустао у задњем колу, на крају освојивши солидно 9. место.
Сезона 2007/08. донела је ново и треће узастопно испадање Власине из купа на пенале, овог пута у Земуну од истоименог клуба, после 1:1 у регуларном току и 6:5 за Земун после пенала, а донела је и нову селидбу у нижи ранг. Клуб је сезону 2007/08. завршио на 16. месту Прве лиге Србије и испао у нижи ранг, Српску лигу Исток, где се такмичио наредне 4 сезоне.
Престанак приватних, као и улагања општине у Власину од 2007. до данас одразио се испадањем у Нишку зону, у којој се клуб такмичи у сезони 2012/13.
Дана 17. новембра 2010. ФК Власина је прославила 90 година постојања, када је одиграла пријатељску утакмицу са Црвеном звездом пред 4.000 гледалаца, а резултат је био 3:0 за гостујућу екипу.